# Wasserkraftwerk Gartenau

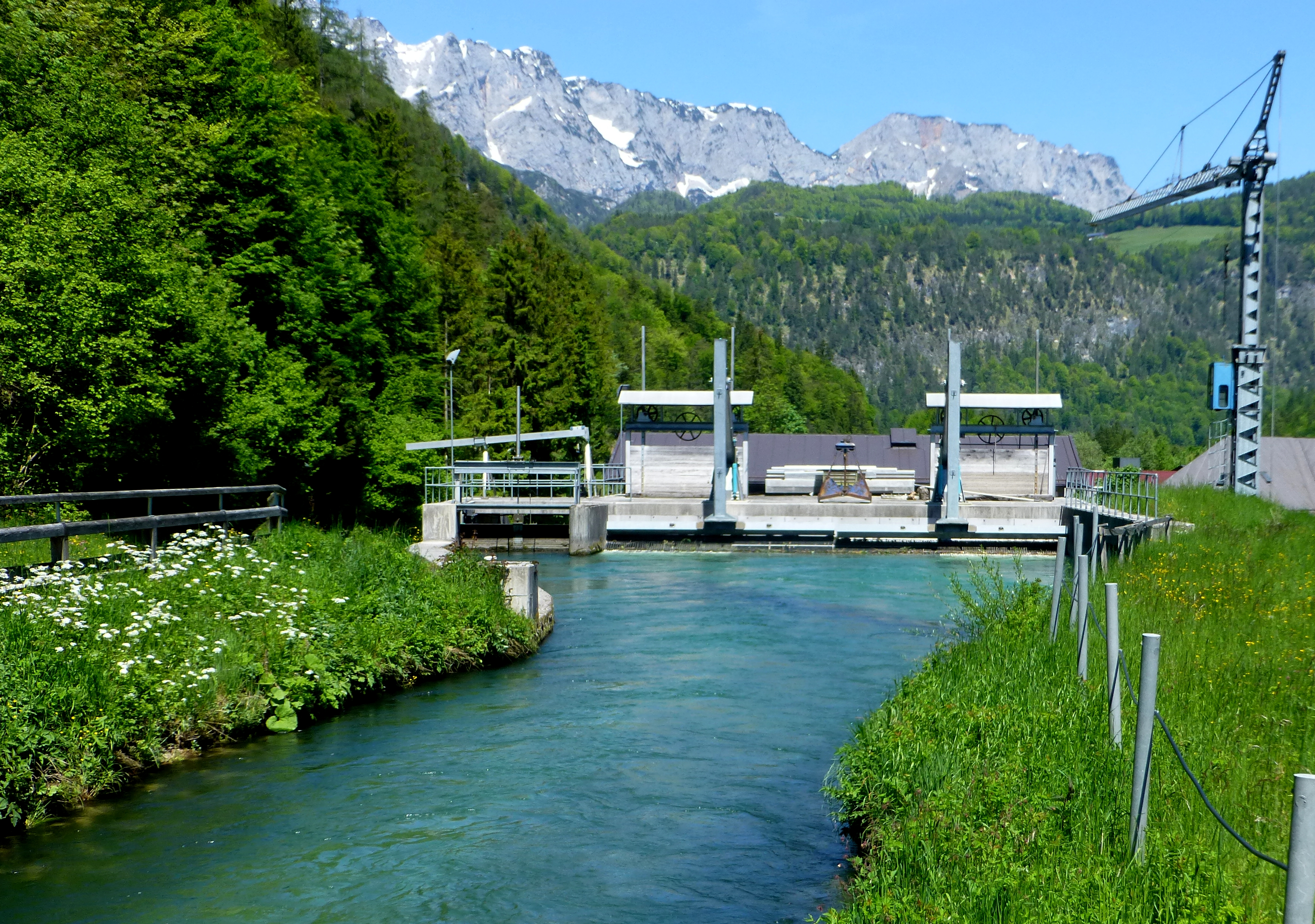
Wasserkraftwerk Gartenau, Einlauf des Kanals, gespeist von der Berchtesgadener Ache

Das Kraftwerk Gartenau ist ein Laufwasserkraftwerk an der Berchtesgadener Ache in Berchtesgaden, das seit 2008 von der AUF Eberlein & Co GmbH betrieben wird. 1908 fertiggestellt im Auftrag der Königlich Bayerischen Staatseisenbahnen, diente dieses Wasserkraftwerk erstmalig zur Erzeugung von Bahnstrom und war bis zu dessen Umbau das älteste Bahnstrom-Wasserkraftwerk der Deutschen Reichsbahn. Heute erzeugt das Kraftwerk Drehstrom mit einer Gesamtleistung von circa 1,9 MW für das öffentliche Netz und ist Teil des Gewerbegebiets Gartenau in der  Berchtesgadener Gnotschaft Unterau

## Geschichte
Für die Bahnstromversorgung der Bahnstrecke Berchtesgaden–Hangender Stein und der Königsseebahn wurde 1907 und 1908 an der Berchtesgadener Ache das Wasserkraftwerk Gartenau errichtet. Das Kraftwerk schneidet einen Flussbogen der Ache ab, welche ein Nebenfluss der Salzach ist.
1938 mit der Betriebseinstellung der Strecke Berchtesgaden–Hangender Stein und der 1942 anschließenden Umrüstung der Königsseebahn auf Einphasen-Wechselstrom 15 kV 16⅔ Hz wurde das Kraftwerk nicht mehr als Bahnstromkraftwerk benötigt. Die Versorgung der Königsseebahn übernahm daraufhin das Saalachkraftwerk Bad Reichenhall. Im Kraftwerk Gartenau wurden deshalb die bisherigen Gleichstromgeneratoren durch Drehstromgeneratoren, Baujahr 1941, ersetzt. 1967 wurde das Kraftwerk an die Bayerischen Elektrizitätswerke verkauft.
Das Kraftwerk wurde 2008 an die AUF Eberlein & Co. GmbH verkauft. Bei einem Brand im April 2009 wurde ein Generator beschädigt, woraufhin dieser überholt werden musste. Das Kraftwerk wurde 2013 saniert und dadurch die Leistung deutlich erhöht.

## Ursprüngliche Technik
Der Flussbogen wird durch einen etwa 550 Meter langen Kanal abgeschnitten. Am Anfang des Kanals wurde in der Ache ein Überfallwehr errichtet, welches in einem Winkel von etwa 45° zur Flussachse steht. Das Wehr staute die Ache um etwa einen Meter auf. Auf der linken Flussseite befindet sich das Einlaufbauwerk. Dieses besteht aus einem Grobrechen und einem darauf folgenden Kiesfang, um das Geschiebe des Flusses bereits vor dem Kanal vom Wasser zu trennen.
Der Oberwasserkanal war an der Basis 3,5 Meter breit und 363 Meter lang, wobei dieser ein Gefälle von 0,29 Meter aufweist. Der Kanal ist für 10 m³/s ausgelegt. Vor dem Kraftwerk verbreitet sich der Kanal auf 16,5 Meter. Ein gemeinsamer Feinrechen mit einer Maschenweite von 20 mm schützte die Turbinen. Mit Einlaufschützen konnten die Turbinen einzeln abgesperrt werden. Das Kraftwerk wurde für drei Turbinen gebaut, am Anfang wurden jedoch nur zwei Turbinen verbaut. Die Turbinen sind als regelbare Francis-Zwillingsschachtturbinen mit senkrechter Achse ausgeführt, mit einer Schluckfähigkeit von je 5 m³/s. Bei einem Gefälle von 8,76 Meter und bei voller Beschlagung leisteten die Turbinen je 450 PS. Ein Schwungrad und ein hydraulischer Regler halten die Drehzahl auf 250/min konstant.
Die Generatoren sind über Bandkupplungen elastisch mit den Turbinen verbunden. Die Gleichstromgeneratoren leisten bei einer Klemmenspannung von 1000 Volt eine Leistung von 300 kW. In einem separaten Gebäude war ein Puffer-Blei-Akkumulator untergebracht, der kurzzeitige Leistungsschwankungen ausgleichen konnte.
Vom Kraftwerk aus wurden fünf Speiseabschnitte direkt versorgt. Überschüssige Energie konnte mit einem Umformersatz im Kraftwerk in Drehstrom umgeformt werden und wurde von dort aus nach Berchtesgaden geführt.

## Sanierung
In den Jahren 2011 bis März 2013 wurde das Kraftwerk grundlegend saniert. Es wurde eine neue, zusätzliche Kaplanturbine eingebaut, mit einem Durchmesser von 1400 mm, einer Leistung von 946 kW, bei einer Drehzahl von 333/min und einer neuen Fallhöhe von 10,54 Meter. Im Rahmen dieser Arbeiten wurden als begleitende Maßnahmen die Wehranlage und das Einlaufbauwerk umgebaut und dabei eine Stauerhöhung von bisher 512,96 m ü. NHN auf 513,8 m ü. NHN, bzw. am Kraftwerk 513,6 m ü. NHN vorgenommen. Des Weiteren wurde der Querschnitt des Oberwasserkanals von bisher 10 m³/s auf 20 m³/s vergrößert und ein Fischabstieg errichtet. Außerdem wurde der Unterwasserkanal eingetieft. Durch all diese Maßnahmen erhöhte sich die Gesamtleistung auf etwa 1,9 MW.